# 大相撲平成28年9月場所
大相撲平成28年9月場所（おおずもうへいせい28ねん9がつばしょ）は、2016年9月11日から9月25日まで両国国技館で開催された大相撲本場所。
幕内最高優勝は大関・豪栄道豪太郎（15戦全勝・初優勝）。

## 場所前の話題など
- 番付発表は2016年8月29日。
- 先場所、最後まで優勝を争った大関稀勢の里が3場所連続5度目の綱とりに挑むとあって、その取組に期待された[1]。
- 場所前の9月8日、横綱白鵬が両足の怪我で9月場所を全休することを表明した[2]。

## 番付・星取表
| 東       | 東       | 東               | 番付   | 西       | 西         | 西   |
| 四股名   | 成績     | 結果             | 番付   | 四股名   | 成績       | 結果 |
| -------- | -------- | ---------------- | ------ | -------- | ---------- | ---- |
| 日馬富士 | 12勝3敗  |                  | 横綱   | 白鵬     | 全休       |      |
| 鶴竜     | 10勝5敗  |                  | 横綱   |          |            |      |
| 稀勢の里 | 10勝5敗  |                  | 大関   | 照ノ富士 | 4勝11敗    |      |
| 豪栄道   | 15戦全勝 | 優勝             | 大関   | 琴奨菊   | 9勝6敗     |      |
| 髙安     | 10勝5敗  | 敢闘賞           | 関脇   | 宝富士   | 4勝11敗    |      |
| 魁聖     | 6勝9敗   |                  | 小結   | 栃煌山   | 7勝8敗     |      |
| 隠岐の海 | 9勝6敗   | 殊勲賞           | 前頭1  | 嘉風     | 7勝8敗     |      |
| 栃ノ心   | 5勝10敗  |                  | 前頭2  | 正代     | 7勝8敗     |      |
| 貴ノ岩   | 5勝10敗  |                  | 前頭3  | 逸ノ城   | 全休       |      |
| 妙義龍   | 5勝10敗  |                  | 前頭4  | 千代鳳   | 1勝10敗4休 |      |
| 碧山     | 9勝6敗   |                  | 前頭5  | 御嶽海   | 10勝5敗    |      |
| 千代の国 | 8勝7敗   |                  | 前頭6  | 玉鷲     | 10勝5敗    |      |
| 松鳳山   | 8勝7敗   |                  | 前頭7  | 勢       | 7勝8敗     |      |
| 大翔丸   | 4勝11敗  |                  | 前頭8  | 琴勇輝   | 10勝5敗    |      |
| 錦木     | 8勝7敗   |                  | 前頭9  | 豪風     | 8勝7敗     |      |
| 荒鷲     | 7勝8敗   |                  | 前頭10 | 佐田の海 | 8勝7敗     |      |
| 蒼国来   | 5勝10敗  |                  | 前頭11 | 誉富士   | 0勝4敗11休 |      |
| 臥牙丸   | 5勝10敗  |                  | 前頭12 | 千代翔馬 | 8勝7敗     |      |
| 天風     | 5勝10敗  |                  | 前頭13 | 豊響     | 6勝9敗     |      |
| 遠藤     | 13勝2敗  | 優勝次点、技能賞 | 前頭14 | 輝       | 9勝6敗     |      |
| 德勝龍   | 6勝9敗   |                  | 前頭15 | 旭秀鵬   | 8勝7敗     |      |
| 大栄翔   | 5勝10敗  |                  | 前頭16 |          |            |      |

## 優勝争い
休場明けの横綱鶴竜は肩の怪我の影響で初日・2日目と連敗スタート。しかし、その後は4連勝を2度するなど盛り返し、10勝に終わった。大関陣は照ノ富士は膝の怪我の影響からか7日目から9連敗を喫し、4勝11敗に終わった。琴奨菊は中盤までは2敗で優勝争いに踏みとどまっていたが、終盤に崩れ9勝に終わった。綱とりの大関稀勢の里は3日目までに2敗を喫するなど出足は鈍かったが、4日目から7連勝をするなど中盤まで優勝争いに踏みとどまっていた。しかし、終盤に再び崩れ10勝に終わった。
優勝争いの方に目を向けると、10日目を終えて角番の大関豪栄道が落ち着いた相撲で10連勝と好調。全勝で単独トップ、1敗で3日目に隠岐の海に敗れたのみの横綱日馬富士・2日目に天風に敗れたのみの平幕の遠藤が追うという展開だった。11日目は全勝の豪栄道は綱とりの稀勢の里を破り全勝を守ったが、1敗の遠藤が玉鷲に、日馬富士が髙安にそれぞれ敗れたため1敗力士が消滅。豪栄道を星二つの差で日馬富士・高安・遠藤が追うという展開に変わった。そして翌12日目は豪栄道が全勝を、日馬富士・遠藤が2敗を守ったものの、11日目を終えて2敗だった高安が御嶽海に敗れ3敗に後退したため優勝圏外へ脱落した。そして、優勝争いは豪栄道・日馬富士・高安の3人が主軸となった。翌13日目、まず遠藤が2敗を守った。そして、結びの一番に全勝の豪栄道対2敗の日馬富士という大一番が組まれ、豪栄道が土俵際の首投げで勝利し全勝を守った。一方日馬富士は3敗となり、優勝圏外へ脱落した。そして、優勝争いは全勝の豪栄道と2敗の遠藤に絞られた形になった。翌14日目、遠藤が高安に敗れれば豪栄道の初優勝が決まる展開となったが、寄り切りで遠藤が勝利し、2敗を守った。そして豪栄道－玉鷲。豪栄道が勝てば初優勝、玉鷲が勝てば優勝争いは千秋楽に持ち越しという展開だったが、一方的な寄り切りで豪栄道が勝利。ついに初優勝を決めた。インタビュールームでは涙が溢れた。そして全勝優勝がかかる千秋楽も琴奨菊を一方的に破り完勝。見事に全勝優勝を決めた。
14日目の打ち出し後、二所ノ関審判部長は「優勝したから、そういう（綱とりの）話題になるのは間違いない」と明言、さらに八角理事長も「（綱とりの）起点ができた」、横審の守屋委員長も「（新横綱となる場所の）3場所前の成績は不問」と話し、九州場所は綱とりをかける場所となった。さらに、先場所小結で11勝、今場所関脇で10勝をしており、2場所連続で三役で二桁勝利を挙げている高安の九州場所の状況についても、二所ノ関審判部長は「大関とりの場所」との認識を明らかにした。
三賞は、殊勲賞は日馬富士・鶴竜の両横綱を破り、更に稀勢の里・照ノ富士・琴奨菊の3大関を破った隠岐の海、敢闘賞は両横綱を破り、終盤まで優勝を争った髙安、技能賞は最後まで優勝を争い、13勝を挙げた遠藤がそれぞれ受賞した。殊勲賞の隠岐の海と技能賞の遠藤は初受賞、敢闘賞の高安は2年ぶり5回目の受賞となった。

### 稀勢の里の綱とり
綱とりの大関稀勢の里は、初日に隠岐の海に完敗し黒星スタート。3日目も栃ノ心の変化についていけず3日目までに2敗を喫した。その後は4日目から7連勝と盛り返したが、11日目豪栄道に敗れ3敗となった。打ち出し後、横審・守屋秀繁委員長は「がっかりだ。今場所後（の推挙）はない。あとは来場所へつなげられるか」との見解を示した。さらに、二所ノ関審判部長（元大関・若嶋津）も「もう一つ二つ足りない。残り4番勝てば次の場所につながる」との見解を示し、今場所後の綱とりは絶望的になった。13日目に鶴竜に下手投げで敗れ4敗になり、八角理事長（元横綱・北勝海）は「仕切り直しだよ」との見解を示し、綱とりは完全に白紙となった。その後も14日目に日馬富士に一方的に寄り切られ5敗目を喫したが、千秋楽照ノ富士を破って10勝に終わった。

## トピック
- 今場所、幕内では豪栄道が初優勝をしたが、豪栄道が優勝したことにより様々な記録を更新した。
  - 日本出身力士の優勝は今年初場所の琴奨菊以来4場所ぶり[8]。また、日本出身力士の全勝優勝は1996年9月場所の貴乃花以来20年ぶり[9]
  - 大阪府出身力士の優勝は1930年夏場所の山錦以来86年ぶりで3人目。また、1場所15日制が定着した1949年夏場所以来では初めてとなった[10]。
  - 角番大関の優勝は2008年5月場所の琴欧洲以来8人目[8]。また、角番大関の全勝優勝となると史上初[11]。
  - 大関の全勝優勝は2012年9月場所の日馬富士以来4年ぶり[8]。また、初優勝が全勝となると1994年7月場所の武蔵丸以来22年ぶり[11]。
  - 出羽海一門の力士の幕内最高優勝は2012年1月場所の把瑠都以来4年ぶり[3]。
- 今場所、横綱白鵬は初日から全休したが、白鵬が全休するのは2006年11月場所以来約10年ぶり。また、白鵬が全休するのは2007年7月場所に横綱に昇進してからでは初めて[2][12]。
- 今場所も15日間満員御礼となった。また、全日程で入場券完売を意味する「満員札止め」を記録した。全日程で満員札止めになるのは東京場所としては昨年秋場所以来1年ぶり、地方場所を含めると今年春場所以来3場所ぶりとなった。しかし、今場所の懸賞の本数は1675本にとどまり、過去最高の1979本には届かなかった。協会の懸賞担当者によると「横綱白鵬の休場の影響」だという[13]。
- 場所後の9月29日、元幕内の玉飛鳥が引退し、年寄「荒磯」を襲名した[14]。
- 9月29日、日本相撲協会の理事会が2017年1月場所の新弟子検査から年齢制限を緩和することを承認した[15]。
- 10月12日、日本相撲協会理事会が春日山部屋師匠の春日山親方（元幕内濵錦）に対して師匠辞任を全会一致で勧告した[16]。その後の10月19日、日本相撲協会理事会から師匠辞任勧告を受けた春日山親方（元幕内濵錦）が勧告を受託したため春日山部屋が一時閉鎖となり、所属力士ら全員は追手風部屋預かりとなった[17]。
- 10月25日、安治川親方（元幕内土佐豊）が、年寄「佐ノ山」に名跡変更した[18]。

## 各段優勝・三賞
※四股名は2016年9月場所当時のもの。
| タイトル     | タイトル     | 四股名       | 地位           | 成績     | 部屋         | 出身                   | 回数・備考               |
| ------------ | ------------ | ------------ | -------------- | -------- | ------------ | ---------------------- | ------------------------ |
| 幕内最高優勝 | 幕内最高優勝 | 豪栄道豪太郎 | 東大関2        | 15戦全勝 | 境川部屋     | 大阪府寝屋川市         | 初優勝                   |
| 三賞         | 殊勲賞       | 隠岐の海歩   | 東前頭筆頭     | 9勝6敗   | 八角部屋     | 島根県隠岐郡隠岐の島町 | 初受賞                   |
| 三賞         | 敢闘賞       | 髙安晃       | 東関脇         | 10勝5敗  | 田子ノ浦部屋 | 茨城県土浦市           | 5回目                    |
| 三賞         | 技能賞       | 遠藤聖大     | 東前頭14枚目   | 13勝2敗  | 追手風部屋   | 石川県鳳珠郡穴水町     | 初受賞                   |
| 十両優勝     | 十両優勝     | 大輝明道     | 西十両6枚目    | 12勝3敗  | 八角部屋     | 埼玉県所沢市           | 初優勝                   |
| 幕下優勝     | 幕下優勝     | 山口雅弘     | 東幕下2枚目    | 7戦全勝  | 宮城野部屋   | 福岡県飯塚市           |                          |
| 三段目優勝   | 三段目優勝   | 木崎信志     | 西三段目39枚目 | 7戦全勝  | 木瀬部屋     | 沖縄県うるま市         |                          |
| 序二段優勝   | 序二段優勝   | 周志大和     | 東序二段12枚目 | 7戦全勝  | 木瀬部屋     | 奈良県奈良市           | 倉橋との優勝決定戦に勝利 |
| 序ノ口優勝   | 序ノ口優勝   | 舛ノ山大晴   | 東序ノ口11枚目 | 7戦全勝  | 千賀ノ浦部屋 | 千葉県印旛郡栄町       |                          |